# Merpins
Merpins est une commune du Sud-Ouest de la France située dans le département de la Charente (région Nouvelle-Aquitaine).
Ses habitants sont les Merpinois et les Merpinoises.

## Géographie

### Localisation et accès
Merpins est une commune de l'Ouest du département de la Charente, limitrophe avec la Charente-Maritime, située sur la rive gauche de la Charente à 3,5 km au sud-ouest et en aval de Cognac dont elle prolonge l'agglomération.
Merpins est aussi à 18 km de Pons, 23 km de Saintes et 40 km d'Angoulême.
Le bourg de Merpins jouxte la ville de Cognac le long de la D 732, qu'il faut continuer pour atteindre le vieux bourg de Merpins où la D 732 continue vers Pons et la D 144 permet de traverser le fleuve. La D 149 contournant l'agglomération cognaçaise par Châteaubernard et la D 47 en direction de Gimeux traversent aussi la commune et rejoignent la D 732. La D 147, qui emprunte l'ancienne voie romaine de Saintes à Périgueux, le chemin Boisné, limite la commune au sud.
La ligne Angoulême-Saintes traverse la commune, autrefois les trains s'arrêtaient à la halte de Merpins. Désormais la gare la plus proche est celle de Cognac, desservie par des TER à destination d'Angoulême, Saintes et Royan avec correspondance à Angoulême pour Paris, Bordeaux, Poitiers et Limoges, et à Saintes pour La Rochelle et Niort.

### Hameaux et lieux-dits
Le bourg de Merpins s'étend le long de la route de Pons, et agglomère les lieux-dits la Vie et Montignac. La zone industrielle de Merpins occupe le sud-est de la commune.
Vieux Bourg, à l'ouest, est l'ancien village, qui comprend le château et l'église.
Plus au sud, la Frenade comprenait une ancienne abbaye cistercienne.

### Communes limitrophes
|                                           | Saint-Laurent-de-Cognac | Cognac         |
| Salignac-sur-Charente (Charente-Maritime) | Merpins                 | Châteaubernard |
| Ars                                       | Gimeux                  |                |

### Géologie et relief
La commune est située sur un bas plateau calcaire datant du Crétacé, qui appartient au Santonien et consiste en calcaires tendres et crayeux.
La vallée de la Charente, au nord de la commune, ainsi que la vallée du Né, à l'ouest, sont occupées par des alluvions modernes du Quaternaire. Des alluvions plus anciennes constituent une haute terrasse, épandage à gros galets, recouvrant le plateau surplombant la vallée entre Vieux-Bourg et la Vie,,,.
Le relief de la commune est celui d'une plaine légèrement inclinée vers le sud-est, d'une altitude moyenne de 20 m. Le sol de calcaires friables forme un plateau qui appartient à la région de la Grande Champagne et domine la vallée de la Charente. La combe de Chasserenard permet à la voie ferrée de descendre dans la vallée du Né pour la traverser.
Le point culminant de la commune est à une altitude de 33 m, situé à 0,5 km à l'est du Vieux Bourg. Le plateau forme un promontoire entre les vallées de la Charente et du Né, sur lequel est édifié le Vieux Bourg, à 29 m d'altitude. Le point le plus bas est à 4 m, situé au confluent du Né et de la Charente.

### Hydrographie

#### Réseau hydrographique
La commune est située dans le bassin versant de la Charente au sein du Bassin Adour-Garonne. Elle est drainée par la Charente, l'Antenne, le Né, le biau de l'Anglade, Canal Jean-Simon, le Charenton, la rivière de Saint-Laurent et par divers petits cours d'eau, qui constituent un réseau hydrographique de 13 km de longueur totale,.
La commune est bordée par la Charente au nord et à l'ouest par le canal du Né, son affluent en rive gauche, qui marque la limite avec la Charente-Maritime.
La partie inondable de la vallée s'appelle la Prée. Le Charenton est un petit bras de la Charente qui passe le long du flanc de la vallée et délimite ainsi une grande île, l'île Marteau.

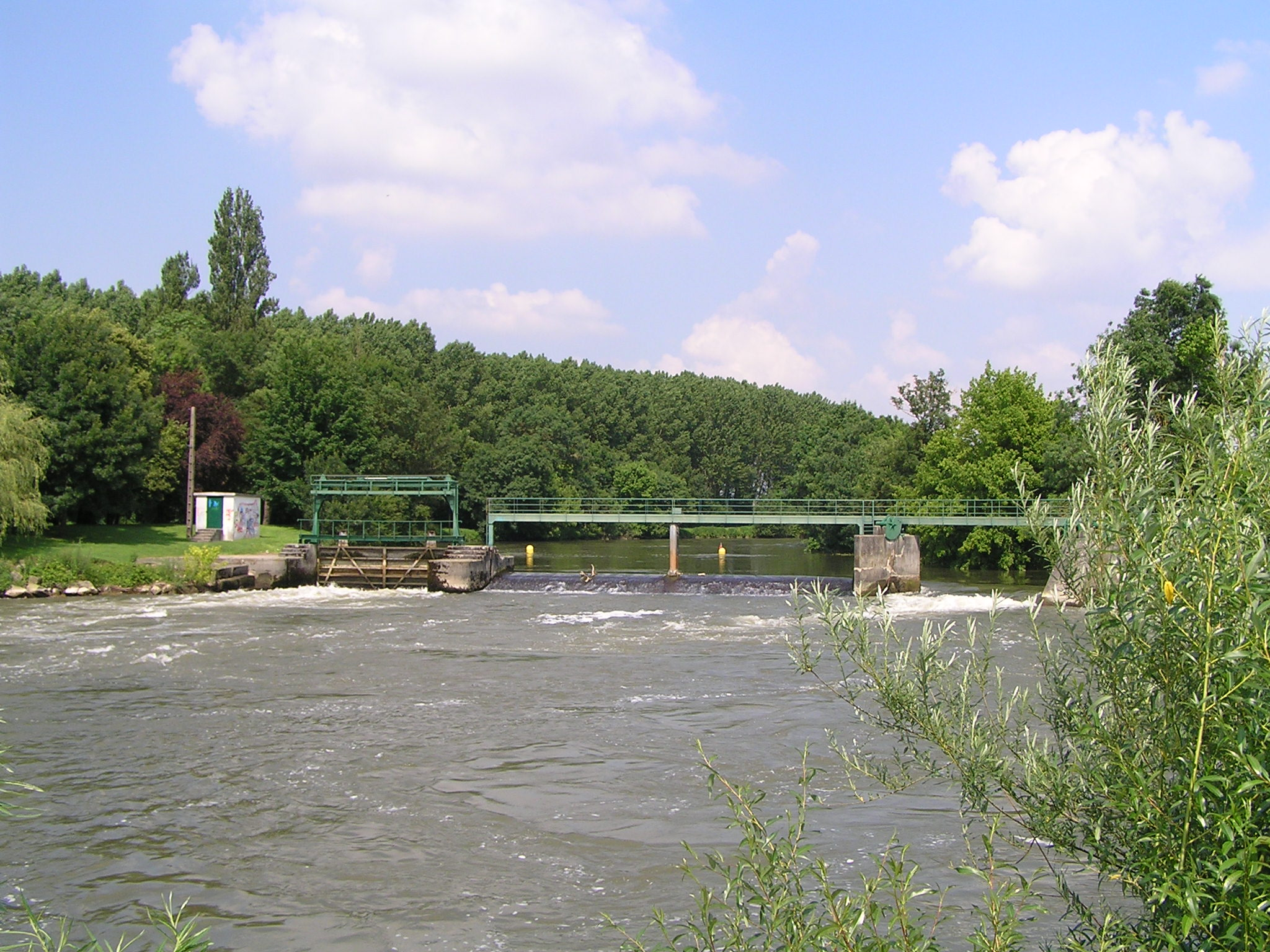
Le seuil de Merpins sur la Charente.
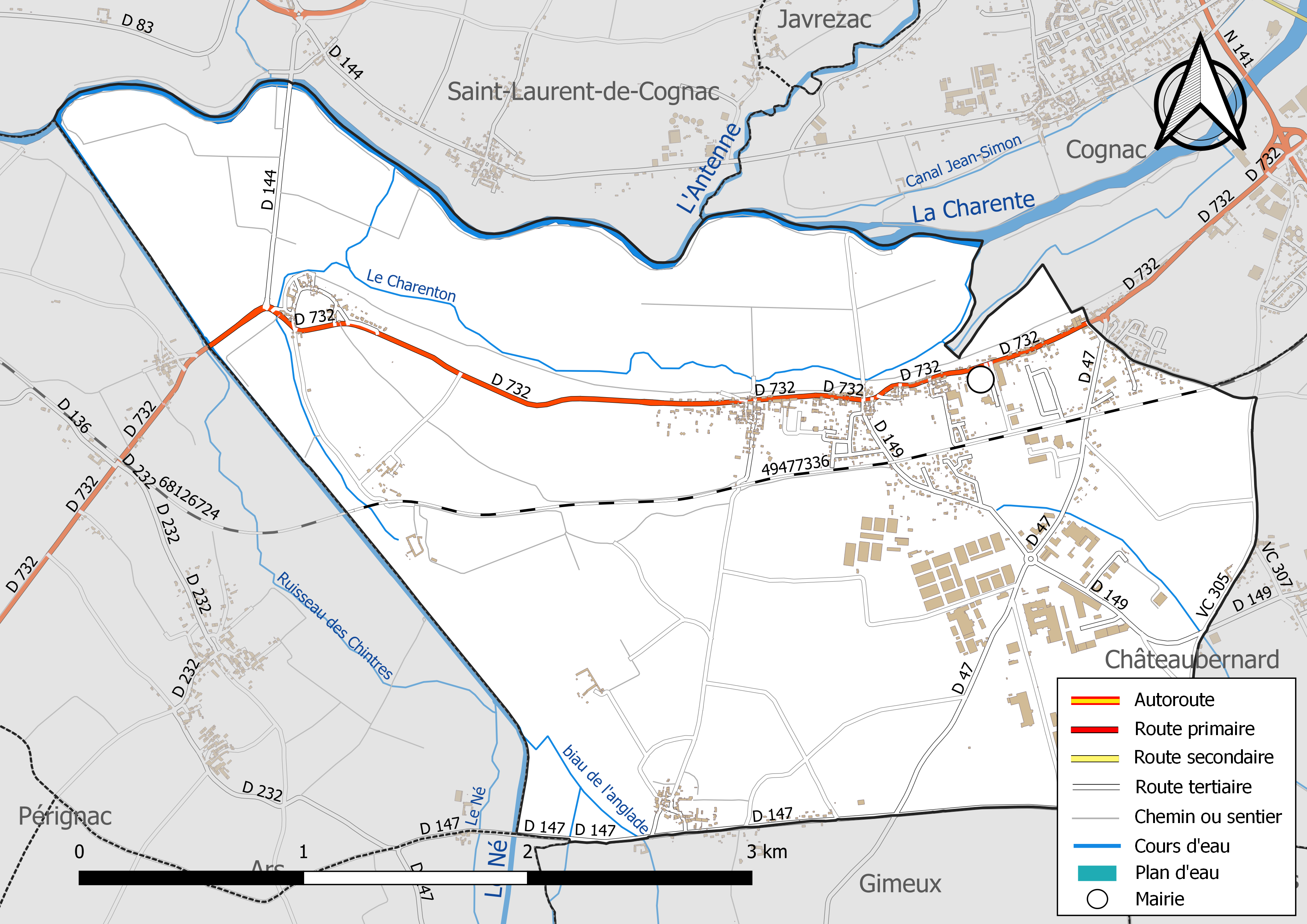
Réseaux hydrographique et routier de Merpins

#### Gestion des eaux
Le territoire communal est couvert par le schéma d'aménagement et de gestion des eaux (SAGE) « Charente ». Ce document de planification, dont le territoire correspond au bassin de la Charente, d'une superficie de 9 300 km2, a été approuvé le 19 novembre 2019. La structure porteuse de l'élaboration et de la mise en œuvre est l'établissement public territorial de bassin Charente. Il définit sur son territoire les objectifs généraux d’utilisation, de mise en valeur et de protection quantitative et qualitative des ressources en eau superficielle et souterraine, en respect des objectifs de qualité définis dans le troisième SDAGE  du Bassin Adour-Garonne qui couvre la période 2022-2027, approuvé le 10 mars 2022.

### Climat
Comme dans les trois quarts sud et ouest du département, le climat est océanique aquitain, et Châteaubernard abrite la station météorologique départementale.
| Mois                              | jan. | fév.  | mars  | avril | mai   | juin  | jui.  | août  | sep.  | oct. | nov. | déc. | année   |
| --------------------------------- | ---- | ----- | ----- | ----- | ----- | ----- | ----- | ----- | ----- | ---- | ---- | ---- | ------- |
| Température minimale moyenne (°C) | 2    | 2,8   | 3,8   | 6,2   | 9,4   | 12,4  | 14,4  | 14    | 12,1  | 8,9  | 4,7  | 2,6  | 7,8     |
| Température moyenne (°C)          | 5,4  | 6,7   | 8,5   | 11,1  | 14,4  | 17,8  | 20,2  | 19,7  | 17,6  | 13,7 | 8,6  | 5,9  | 12,5    |
| Température maximale moyenne (°C) | 8,7  | 10,5  | 13,1  | 15,9  | 19,5  | 23,1  | 26,1  | 25,4  | 23,1  | 18,5 | 12,4 | 9,2  | 17,7    |
| Ensoleillement (h)                | 80   | 103,9 | 153,3 | 184,5 | 204,9 | 239,6 | 276,4 | 248,3 | 199,4 | 159  | 96,8 | 78,8 | 2 024,9 |
| Précipitations (mm)               | 80,4 | 67,3  | 65,9  | 68,3  | 71,6  | 46,6  | 45,1  | 50,2  | 59,2  | 68,6 | 79,8 | 80   | 783,6   |

## Urbanisme

### Typologie
Au 1er janvier 2024, Merpins est catégorisée commune rurale à habitat dispersé, selon la nouvelle grille communale de densité à 7 niveaux définie par l'Insee en 2022.
Elle appartient à l'unité urbaine de Cognac, une agglomération intra-départementale dont elle est une commune de la banlieue,. Par ailleurs la commune fait partie de l'aire d'attraction de Cognac, dont elle est une commune de la couronne,. Cette aire, qui regroupe 44 communes, est catégorisée dans les aires de 50 000 à moins de 200 000 habitants,.

### Occupation des sols
L'occupation des sols de la commune, telle qu'elle ressort de la base de données européenne d’occupation biophysique des sols Corine Land Cover (CLC), est marquée par l'importance des territoires agricoles (69,4 % en 2018), en diminution par rapport à 1990 (72,9 %). La répartition détaillée en 2018 est la suivante : 
terres arables (30,4 %), cultures permanentes (22,9 %), zones agricoles hétérogènes (13,2 %), zones industrielles ou commerciales et réseaux de communication (11,6 %), forêts (10,4 %), zones urbanisées (8,7 %), prairies (2,9 %). L'évolution de l’occupation des sols de la commune et de ses infrastructures peut être observée sur les différentes représentations cartographiques du territoire : la carte de Cassini (XVIIIe siècle), la carte d'état-major (1820-1866) et les cartes ou photos aériennes de l'IGN pour la période actuelle (1950 à aujourd'hui).

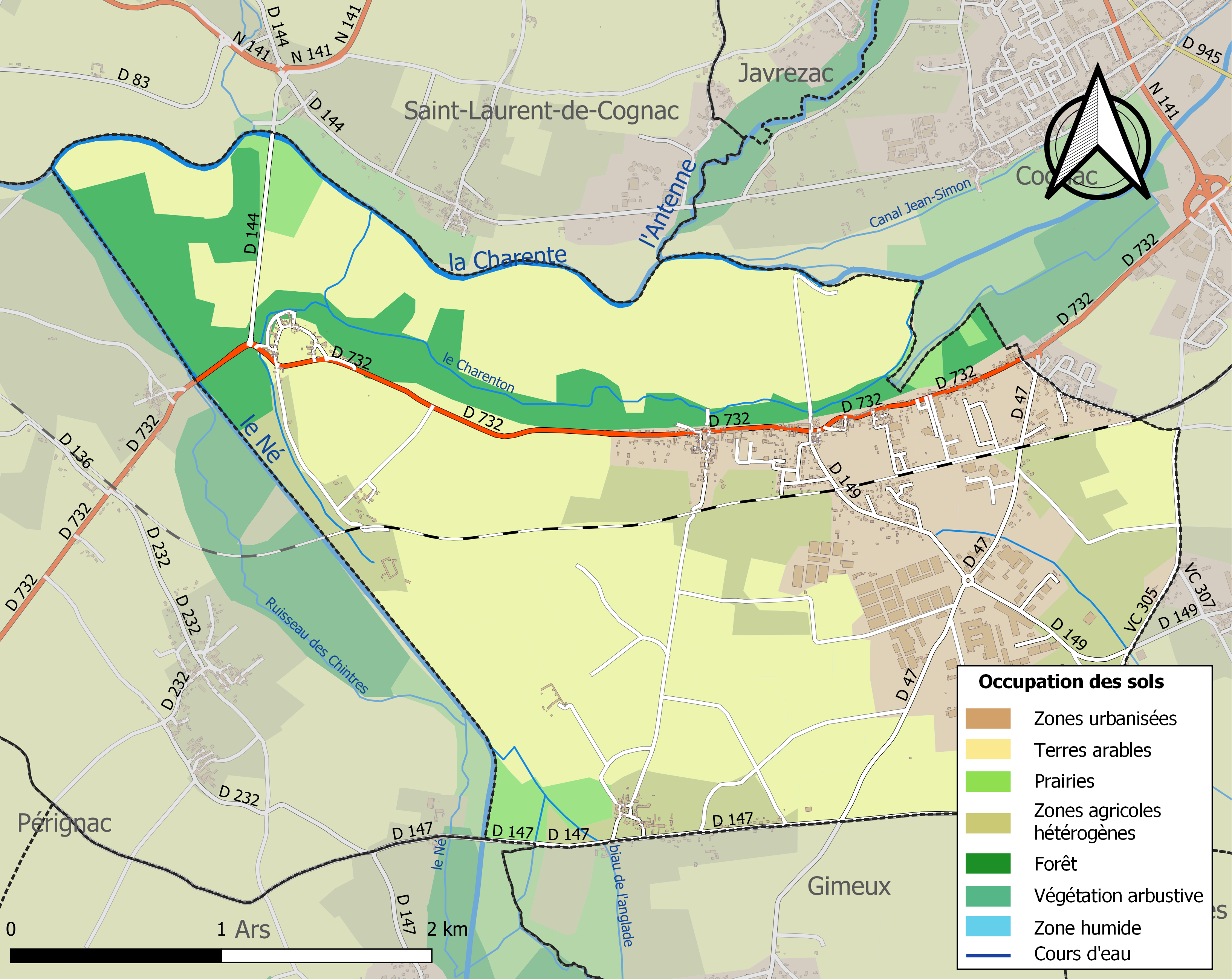
Carte des infrastructures et de l'occupation des sols de la commune en 2018 (CLC).

### Risques majeurs
Le territoire de la commune de Merpins est vulnérable à différents aléas naturels : météorologiques (tempête, orage, neige, grand froid, canicule ou sécheresse), inondations et séisme (sismicité modérée). Il est également exposé à deux risques technologiques,  le transport de matières dangereuses et  le risque industriel. Un site publié par le BRGM permet d'évaluer simplement et rapidement les risques d'un bien localisé soit par son adresse soit par le numéro de sa parcelle.

#### Risques naturels
La commune fait partie du territoire à risques importants d'inondation (TRI) Saintes-Cognac-Angoulême, regroupant 46 communes concernées par un risque de débordement du fleuve Charente (34 en Charente et 12 en Charente-Maritime), un des 18 TRI qui ont été arrêtés fin 2012 sur le bassin Adour-Garonne. Les événements antérieurs à 2014 les plus significatifs sont les crues de l'hiver 1779, de 1842, de 1859, du 9 décembre 1882 du 19 février 1904, du 10 janvier 1961, de mars-avril 1962, du 24 décembre 1982 et du 8 janvier 1994. Des cartes des surfaces inondables ont été établies pour trois scénarios : fréquent (crue de temps de retour de 10 ans à 30 ans), moyen (temps de retour de 100 ans à 300 ans) et extrême (temps de retour de l'ordre de 1 000 ans, qui met en défaut tout système de protection). La commune a été reconnue en état de catastrophe naturelle au titre des dommages causés par les inondations et coulées de boue survenues en 1982, 1993, 1999 et 2021,.

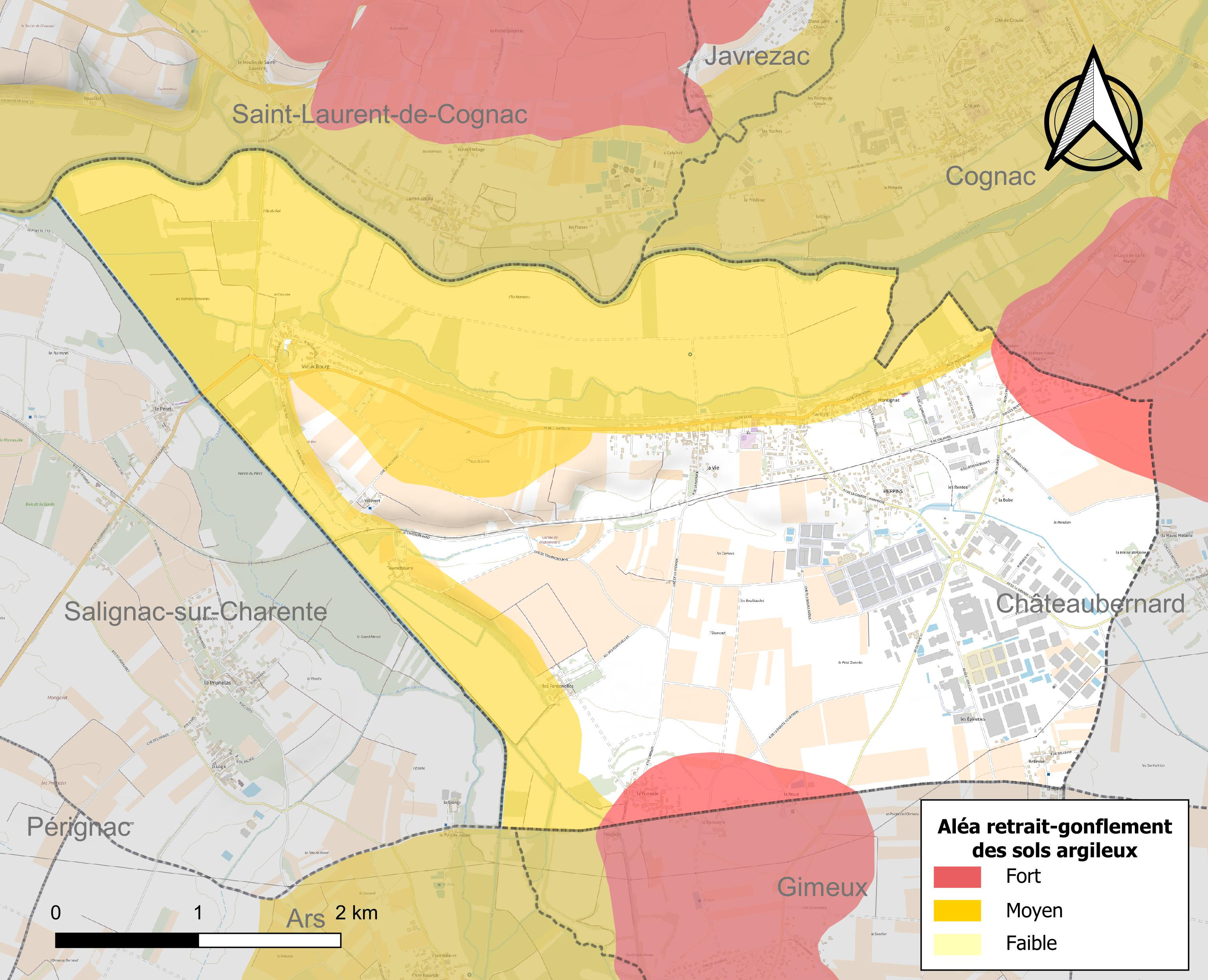
Carte des zones d'aléa retrait-gonflement des sols argileux de Merpins.

Le retrait-gonflement des sols argileux est susceptible d'engendrer des dommages importants aux bâtiments en cas d’alternance de périodes de sécheresse et de pluie. 48,6 % de la superficie communale est en aléa moyen ou fort (67,4 % au niveau départemental et 48,5 % au niveau national). Sur les 547 bâtiments dénombrés sur la commune en 2019,  261 sont en aléa moyen ou fort, soit 48 %, à comparer aux 81 % au niveau départemental et 54 % au niveau national. Une cartographie de l'exposition du territoire national au retrait gonflement des sols argileux est disponible sur le site du BRGM,.
Par ailleurs, afin de mieux appréhender le risque d’affaissement de terrain, l'inventaire national des cavités souterraines permet de localiser celles situées sur la commune.
Concernant les mouvements de terrains, la commune a été reconnue en état de catastrophe naturelle au titre des dommages causés par des mouvements de terrain en 1999.

#### Risques technologiques
La commune est exposée au risque industriel du fait de la présence sur son territoire d'une entreprise soumise à la directive européenne SEVESO.
Le risque de transport de matières dangereuses sur la commune est lié à sa traversée par une ou des infrastructures routières ou ferroviaires importantes ou la présence d'une canalisation de transport d'hydrocarbures. Un accident se produisant sur de telles infrastructures est susceptible d’avoir des effets graves sur les biens, les personnes ou l'environnement, selon la nature du matériau transporté. Des dispositions d’urbanisme peuvent être préconisées en conséquence.

## Toponymie
Les formes anciennes sont Merpens vers 1081, Merpis en 1214, Melpino en 1216, Merpisio en 1234, Mirpinium.
L'origine du nom de Merpins est assez obscure. Elle remonterait au gaulois *Maropennos, « le grand promontoire », issu des mots maro-, grand, et penno-, tête,. En effet Merpins est construit sur une colline avancée qui domine la Charente.

## Histoire
La présence d'une nécropole à fossés circulaires aux Fontenelles atteste d'une occupation à la période protohistorique.
Un site de tegulæ été signalé à proximité du hameau de la Vie. Il y avait donc une activité de fabrication de tuiles à l'époque romaine ou une villa romaine.
Le camp du Vieux-Merpins présente des vestiges d'habitat et de mobilier sur une période s'étendant du bronze final IIIb (IXe siècle av. J.-C.) au 1er âge du fer (Ve siècle av. J.-C.).
Le site, proche de la voie romaine de Saintes à Périgueux et du confluent du Né et de la Charente, figure parmi les lieux possibles pour la dénomination Condate le long de cette voie. Toutefois, les distances en lieues romanisées indiquées sur la carte de Peutinger sont incohérentes entre elles.
Dans la Charente ont été trouvés des amphores, des tegulæ, des fragments de céramique. Merpins fut un port saunier gaulois puis romain.
Ce site, qui domine la Charente a été un oppidum protohistorique puis castrum qui a été pris par les Vikings lorsqu'ils ont remonté le fleuve en 850.
Vers l'an mil, un seigneur de la contrée, nommé Foulques, probablement parent des comtes d'Angoulême, fit construire l'église de Merpins qui devint le siège d'un important prieuré bénédictin. Ce prieuré avait droit de justice et percevait la dîme du sel sur toutes les gabares qui montaient à Cognac. Au début du XIIe siècle l'évêque de Saintes lui adjoignit l'église de Gimeux.
Devenue possession anglaise en 1152 avec toute l'Aquitaine, la seigneurie de Merpins est rendue à Hugues X de Lusignan, comte d'Angoulême, par le roi d'Angleterre Henri III, malgré l'opposition d'Itier II de Barbezieux qui prétendait avoir des droits antérieurs. Un compromis eut lieu en 1231 : Itier renonça à perpétuité à la seigneurie de Merpins, et de leur côté, Hugues de Lusignan et sa femme Isabelle lui cédèrent tous les droits féodaux sur les terres de Roissac, Marville et Gensac. À partir de cette époque, la seigneurie de Merpins fut rattachée à celle de Cognac.
Durant la guerre de Cent Ans le château fort qui contrôlait le passage vers Cognac a été l'objet de plusieurs sièges. Pris par Richard Cœur de Lion, réparé par Jean sans Terre (premier mari d'Isabelle), perdu par les Anglais puis repris en 1360 (traité de Brétigny) il est finalement assiégé puis détruit en 1387 par ordre du maréchal de Sancerre.
En 1421, les ruines furent vendues aux enchères et acquises par un habitant.
Lors des guerres de Religion, ce point stratégique fut tour à tour occupé par les catholiques et les protestants. Au début de 1577, les protestants s'y étaient installés mais furent délogés la même année par le duc de Mayenne. Au mois de janvier 1652 qui suivit la levée du siège de Cognac par le prince de Condé, le comte d'Harcourt défit, près de Merpins, 500 cavaliers de l'armée du prince. À partir de cette époque, Merpins ne joua plus aucun rôle militaire.
L'abbaye de la Frenade, fondée au XIIe siècle, eut aussi à souffrir de la guerre de Cent Ans et des guerres de Religion. Elle subsista jusqu'à la Révolution.
Les registres de l'état civil de Merpins remontent à 1623.
Le 7 mars 1787 les représentants de Merpins à l'assemblée préliminaire des États généraux qui se tient à la salle capitulaire des Récollets de Cognac sont Guill. Frouin et Th. Mesnard.

## Administration
| Période                                  | Période  | Identité             | Étiquette | Qualité                     |
| ---------------------------------------- | -------- | -------------------- | --------- | --------------------------- |
| Les données manquantes sont à compléter. |          |                      |           |                             |
| 1815                                     | 1815     | Jacque Dodart        |           |                             |
| 1858                                     | 1865     | Thomas Mesnard       |           |                             |
| 1815                                     | 1830     | Joseph Poirier       |           |                             |
| 1830                                     | 1831     | Jean Bergeron        |           |                             |
| 1831                                     | 1839     | Thomas Mesnard       |           |                             |
| 1839                                     | 1858     | Ambroise Delavie     |           |                             |
| 1858                                     | 1865     | Thomas Mesnard       |           |                             |
| 1865                                     | 1871     | Jean Renollaud       |           |                             |
| 1871                                     | 1874     | Edmond Dodart        |           |                             |
| 1875                                     | 1876     | Jean Renollaud       |           |                             |
| 1876                                     | 1882     | Justin Thibaud       |           |                             |
| 1882                                     | 1884     | Célestin Chambaud    |           |                             |
| 1884                                     | 1885     | Justin Thibaud       |           |                             |
| 1885                                     | 1889     | Edmond Dodart        |           |                             |
| 1889                                     | 1895     | Justin Thibaud       |           |                             |
| 1895                                     | 1913     | Stanislas Briand     |           |                             |
| 1913                                     | 1944     | Albert Taransaud     |           |                             |
| 1944                                     | 1959     | Maurice Demenier     |           |                             |
| 1959                                     | 1977     | Paul Mallet          |           |                             |
| 1977                                     | 1995     | Yvan Albert Malherbe |           |                             |
| 1995                                     | 1996     | Monique Prulho       |           |                             |
| 1996                                     | 2008     | Jean-Claude Marchais |           | Enseignant retraité         |
| 2008                                     | 2014     | Gilles Bonnet        | SE        | Viticulteur                 |
| 2014                                     | 2020     | Christian Decoodt    | SE        | Cadre d'entreprise retraité |
| 2020                                     | 2023     | Didier Gallau        | SE        | Opérateur PAO               |
| 2023                                     | En cours | Hubert Demenier      | SE        | Professeur retraité         |

### Fiscalité
La fiscalité est d'un taux de 8,18 % sur le bâti, 33,91 % sur le non bâti, et 7,36 % pour la taxe d'habitation (chiffres 2007).
La communauté de communes de Cognac prélève 12,14 % de taxe professionnelle.

## Démographie

### Évolution démographique
L'évolution du nombre d'habitants est connue à travers les recensements de la population effectués dans la commune depuis 1793. Pour les communes de moins de 10 000 habitants, une enquête de recensement portant sur toute la population est réalisée tous les cinq ans, les populations de référence des années intermédiaires étant quant à elles estimées par interpolation ou extrapolation. Pour la commune, le premier recensement exhaustif entrant dans le cadre du nouveau dispositif a été réalisé en 2005.

En 2022, la commune comptait 1 082 habitants, en évolution de −2,79 % par rapport à 2016 (Charente : −0,48 %, France hors Mayotte : +2,11 %).
| 1793 | 1800 | 1806 | 1821 | 1831 | 1841 | 1846 | 1851 | 1856 |
| ---- | ---- | ---- | ---- | ---- | ---- | ---- | ---- | ---- |
| 502  | 501  | 511  | 523  | 543  | 634  | 630  | 720  | 729  |

| 1861 | 1866 | 1872 | 1876 | 1881 | 1886 | 1891 | 1896 | 1901 |
| ---- | ---- | ---- | ---- | ---- | ---- | ---- | ---- | ---- |
| 730  | 730  | 711  | 719  | 649  | 652  | 684  | 717  | 738  |

| 1906 | 1911 | 1921 | 1926 | 1931 | 1936 | 1946 | 1954 | 1962 |
| ---- | ---- | ---- | ---- | ---- | ---- | ---- | ---- | ---- |
| 725  | 719  | 578  | 613  | 652  | 594  | 641  | 704  | 681  |

| 1968 | 1975 | 1982 | 1990  | 1999 | 2005  | 2006  | 2010  | 2015  |
| ---- | ---- | ---- | ----- | ---- | ----- | ----- | ----- | ----- |
| 832  | 895  | 953  | 1 025 | 940  | 1 009 | 1 025 | 1 007 | 1 102 |

| 2020  | 2022  | - | - | - | - | - | - | - |
| ----- | ----- | - | - | - | - | - | - | - |
| 1 100 | 1 082 | - | - | - | - | - | - | - |

Le maximum de la population a été atteint en 2007 avec 1 039 habitants.

### Pyramide des âges
En 2018, le taux de personnes d'un âge inférieur à 30 ans s'élève à 27,8 %, soit en dessous de la moyenne départementale (30,2 %). À l'inverse, le taux de personnes d'âge supérieur à 60 ans est de 30 % la même année, alors qu'il est de 32,3 % au niveau départemental.
En 2018, la commune comptait 539 hommes pour 564 femmes, soit un taux de 51,13 % de femmes, légèrement inférieur au taux départemental (51,59 %).
Les pyramides des âges de la commune et du département s'établissent comme suit.
| Hommes | Classe d’âge | Femmes |
| ------ | ------------ | ------ |
| 0,9    | 90 ou +      | 1,4    |
| 8,4    | 75-89 ans    | 10,1   |
| 18,8   | 60-74 ans    | 20,3   |
| 26,4   | 45-59 ans    | 22,1   |
| 17,7   | 30-44 ans    | 18,3   |
| 13,8   | 15-29 ans    | 11,4   |
| 14,1   | 0-14 ans     | 16,4   |

| Hommes | Classe d’âge | Femmes |
| ------ | ------------ | ------ |
| 1      | 90 ou +      | 2,7    |
| 9,2    | 75-89 ans    | 12     |
| 20,6   | 60-74 ans    | 21,3   |
| 20,7   | 45-59 ans    | 20,3   |
| 16,8   | 30-44 ans    | 16     |
| 15,6   | 15-29 ans    | 13,4   |
| 16,1   | 0-14 ans     | 14,3   |

## Économie

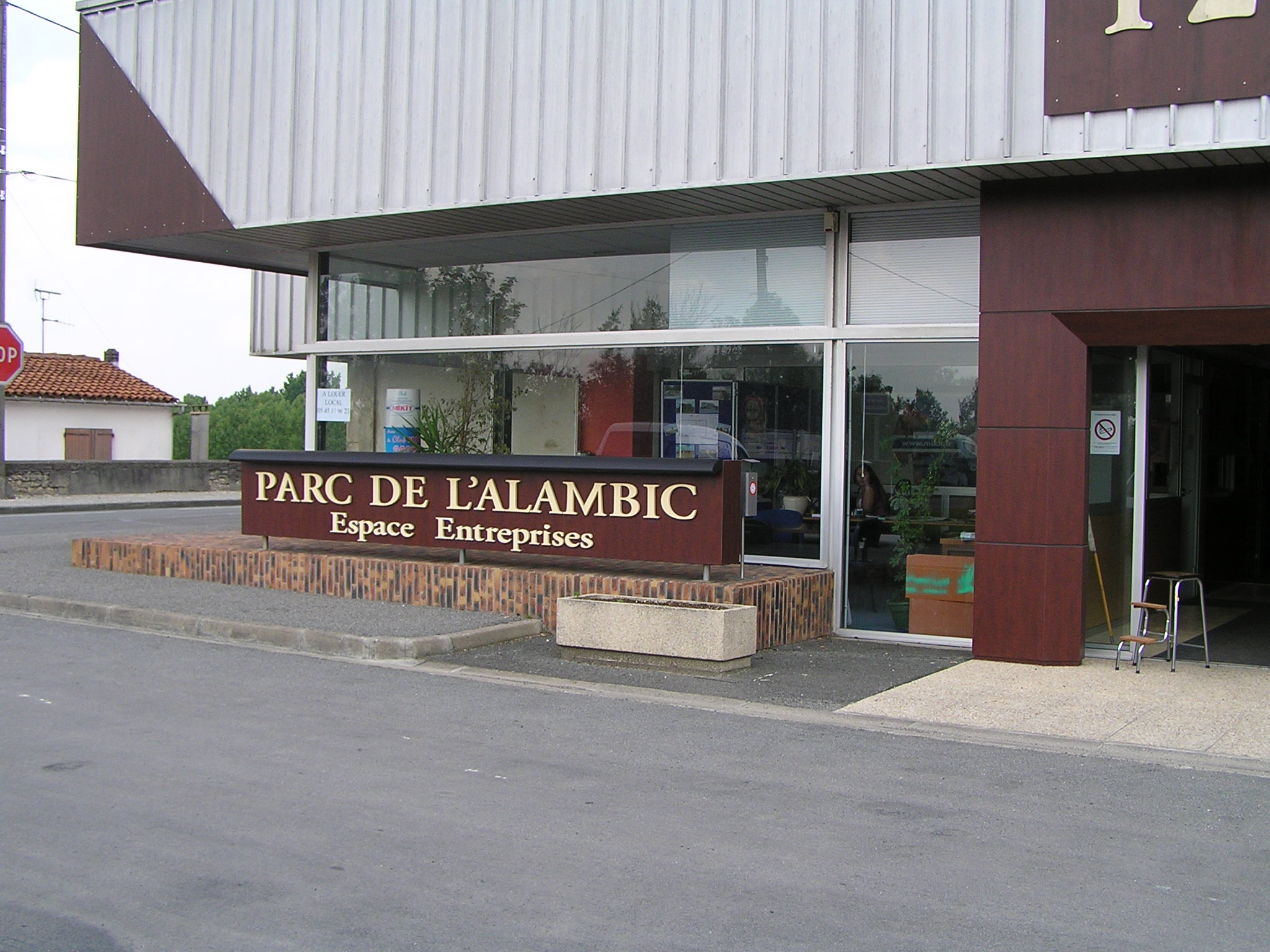
Zone artisanale.

### Agriculture
La viticulture est une activité importante de Merpins, qui est située dans la zone d'appellation d'origine contrôlée cognac, en Grande Champagne, premier cru classé du cognac.
De petits producteurs de cognac, de pineau des Charentes et de vin de Pays charentais sont installés dans la commune.

### Industries et commerces
Port saunier depuis les temps protohistoriques, Merpins a gardé au long des siècles une activité commerciale et industrielle.
L'entreprise Distillerie de la Tour engage en 2019 un investissement de 20 millions d'euros pour 20 000 m² de chais à Merpins qui permettra d'éviter une dispersion sur une quinzaine de sites.
Une des zones industrielles de la communauté d'agglomération du Grand Cognac se trouve sur la commune de Merpins.

## Équipements, services et vie locale

### Enseignement
Merpins possède une école primaire publique, Charles Baudelaire, comprenant cinq classes : deux de maternelle et trois d'élémentaire. Le secteur du collège est Cognac (Élisée-Mousnier).

## Lieux et monuments

### Patrimoine religieux

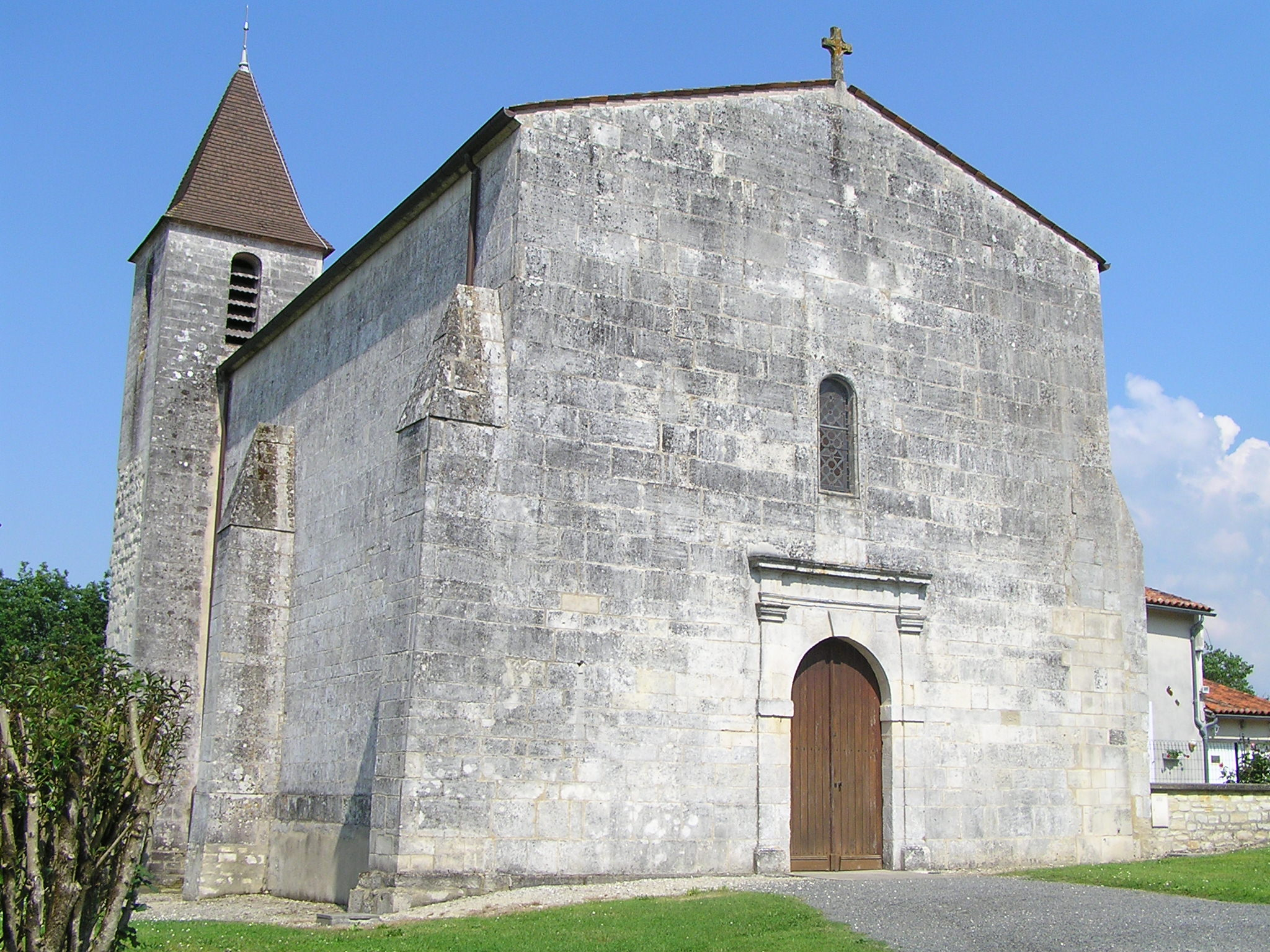
L'église.

- Située au Vieux Bourg, l'église paroissiale a été donnée en 1030 à l'abbaye de Souvigny (Allier) qui fonda le prieuré Saint-Remi Saint-Alban dont il reste peu après une restauration en 1774 et une reconstruction au XIXe siècle[47].

- L'abbaye de la Frenade, fondée vers 1140 par l'abbaye de Cîteaux avec l'aide des seigneurs de Cognac. Elle est détruite lors des guerres de religion et il ne reste que le mur sud de la nef du XIIe siècle et la salle capitulaire du début du XVIe siècle[48]. Les vestiges sont classés monument historique depuis 1987[49].

Abbaye de la Frenade
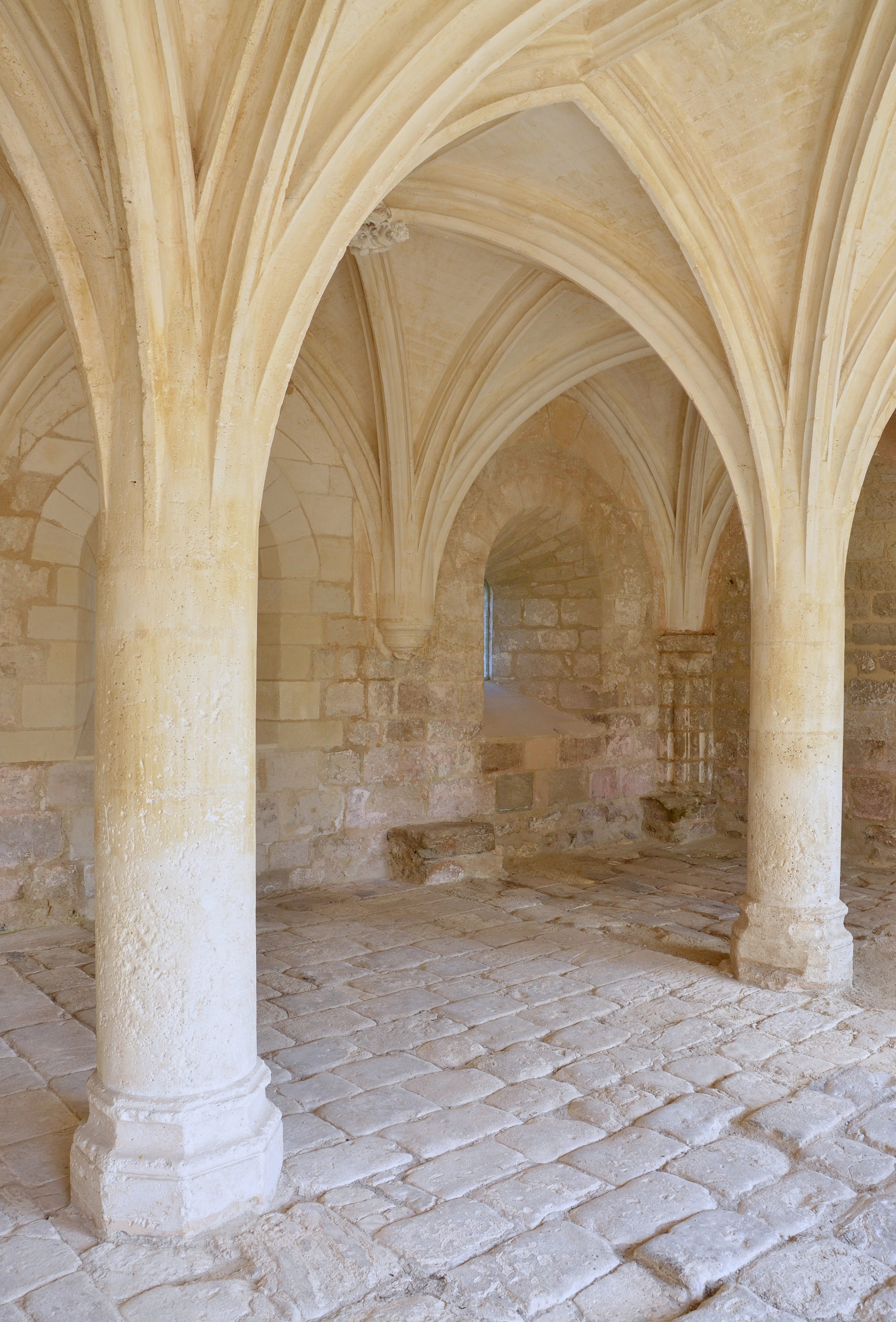
Salle capitulaire.
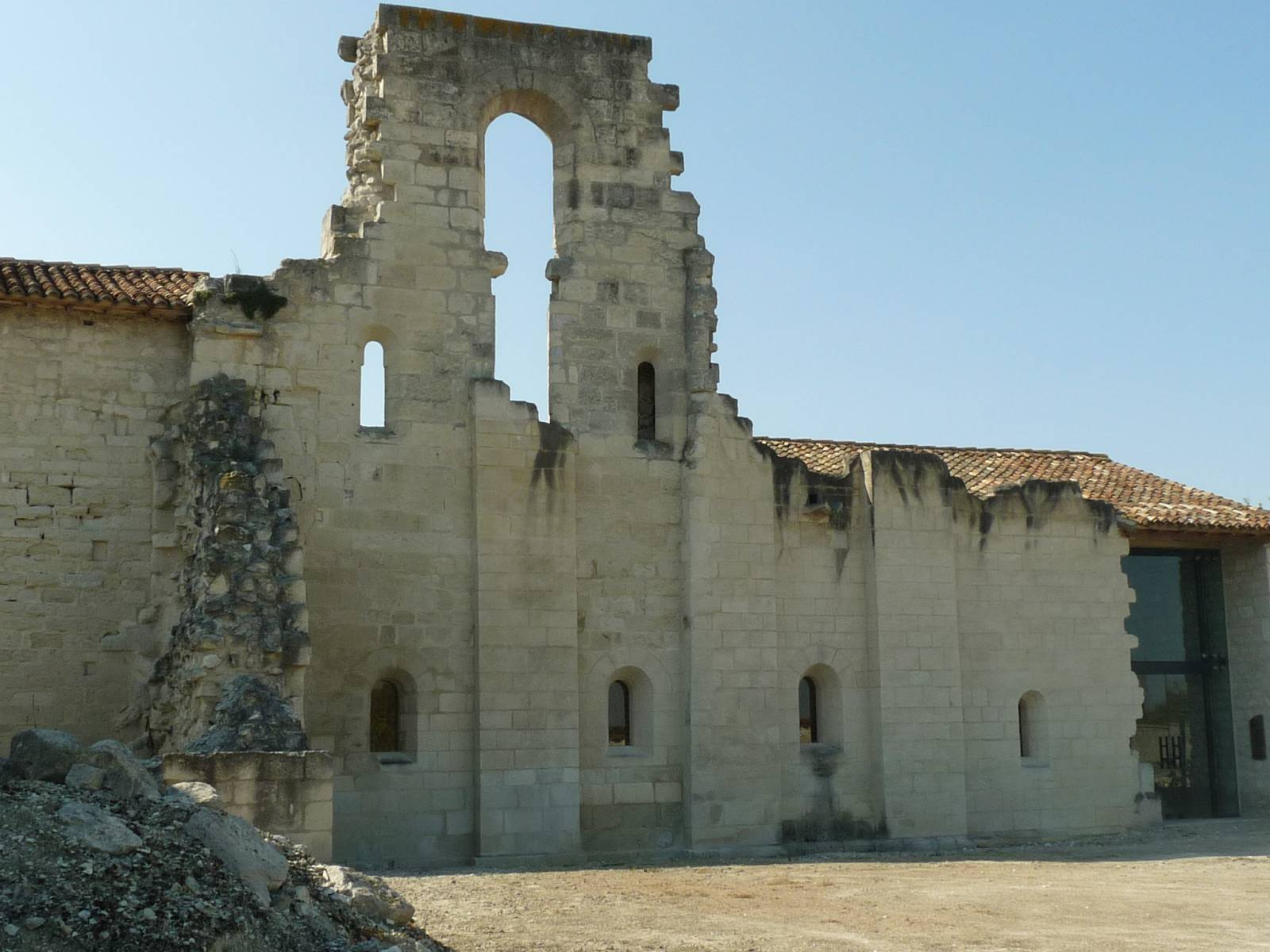
Mur sud de la nef.
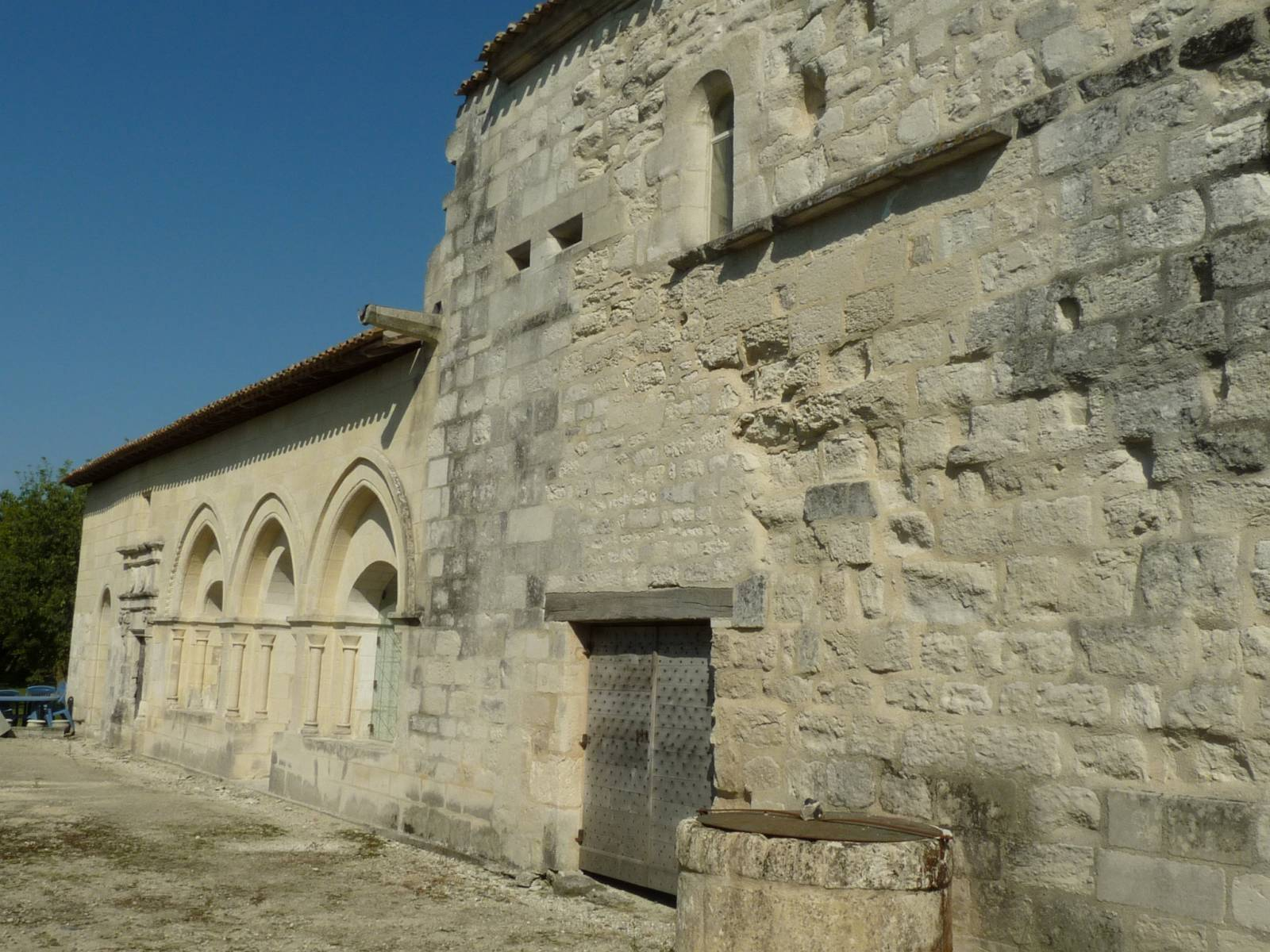
Murs et puits.
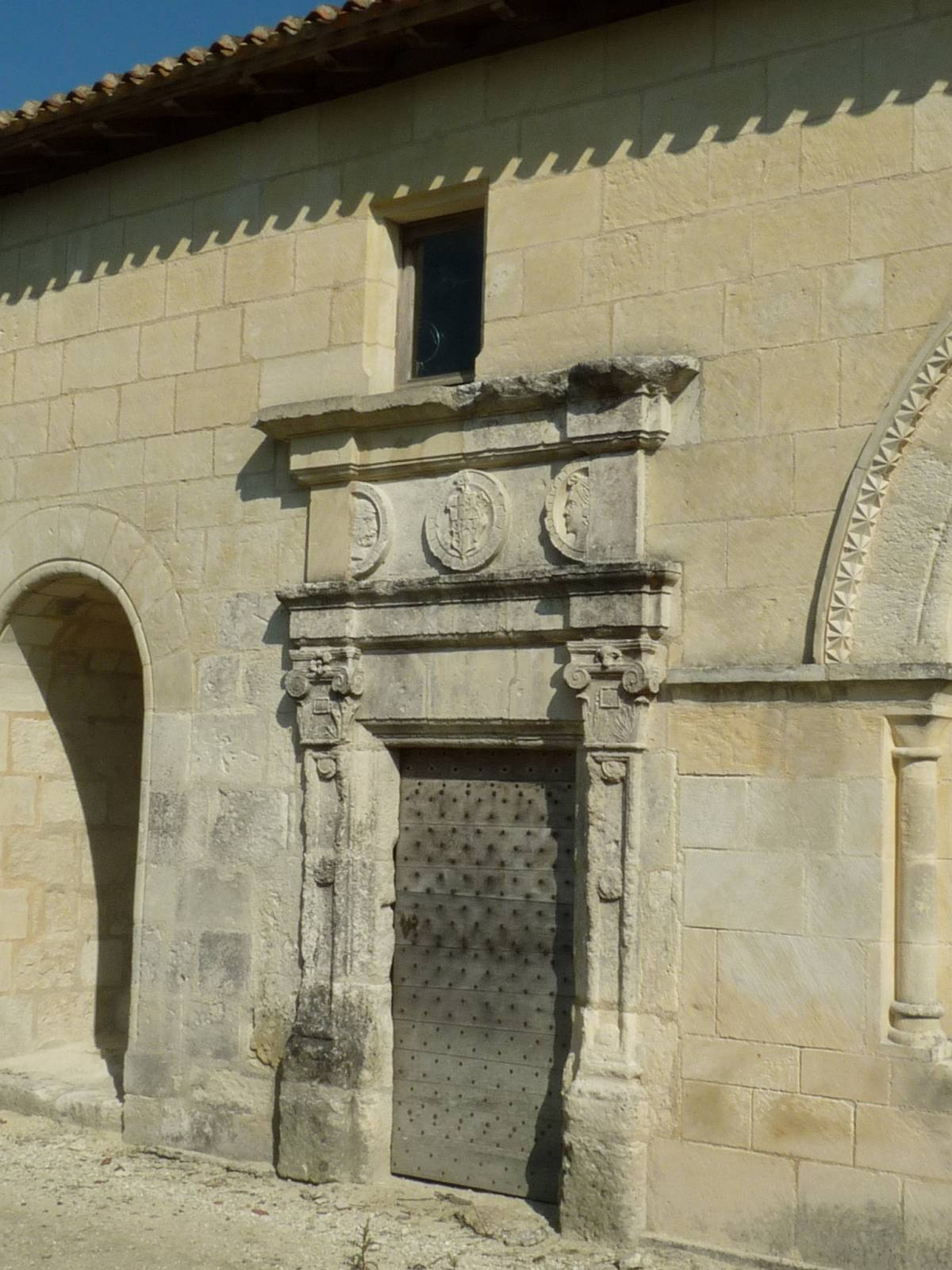
Porte.

### Patrimoine civil

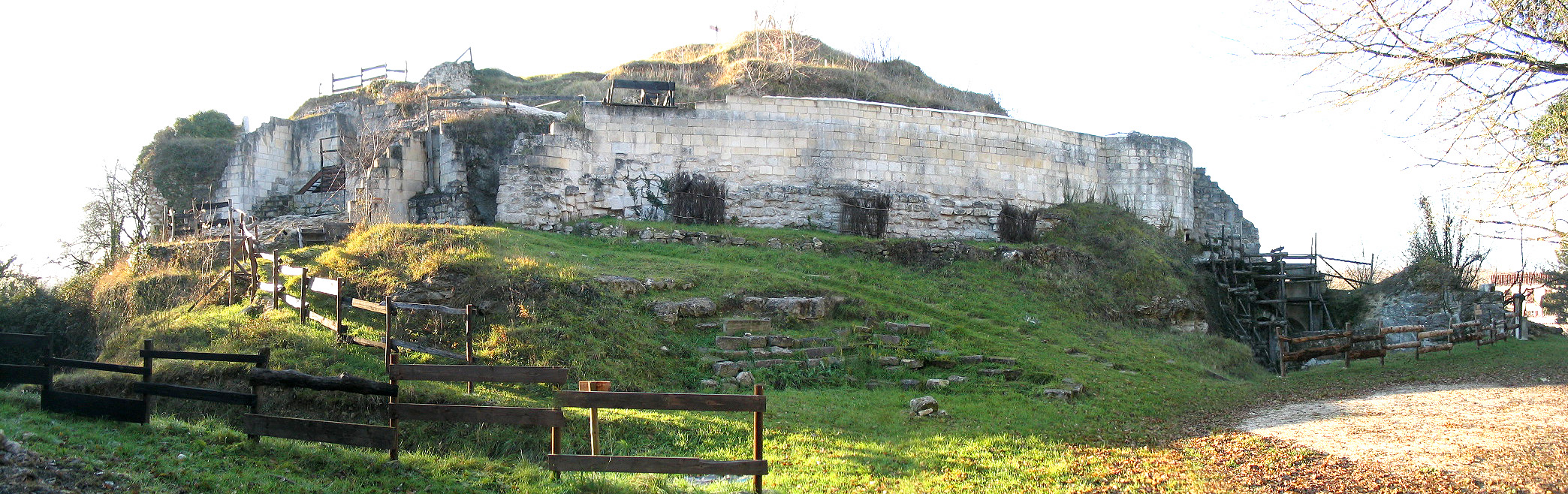
Les vestiges du château.

- Le château de Merpins est un château fort qui a été pris par les Normands en 850. Une tour date du Xe siècle et la muraille nord du XIIe siècle. Pris par Richard Cœur de Lion, il fut réparé par Jean sans Terre. Repris par le roi de France, il repasse aux Anglais en 1360 pour être assiégé puis détruit en 1387.

- Les ponts sur le Charenton, les maisons, les fermes, en particulier dans le vieux bourg de Merpins, forment un ensemble de bâti très ancien.

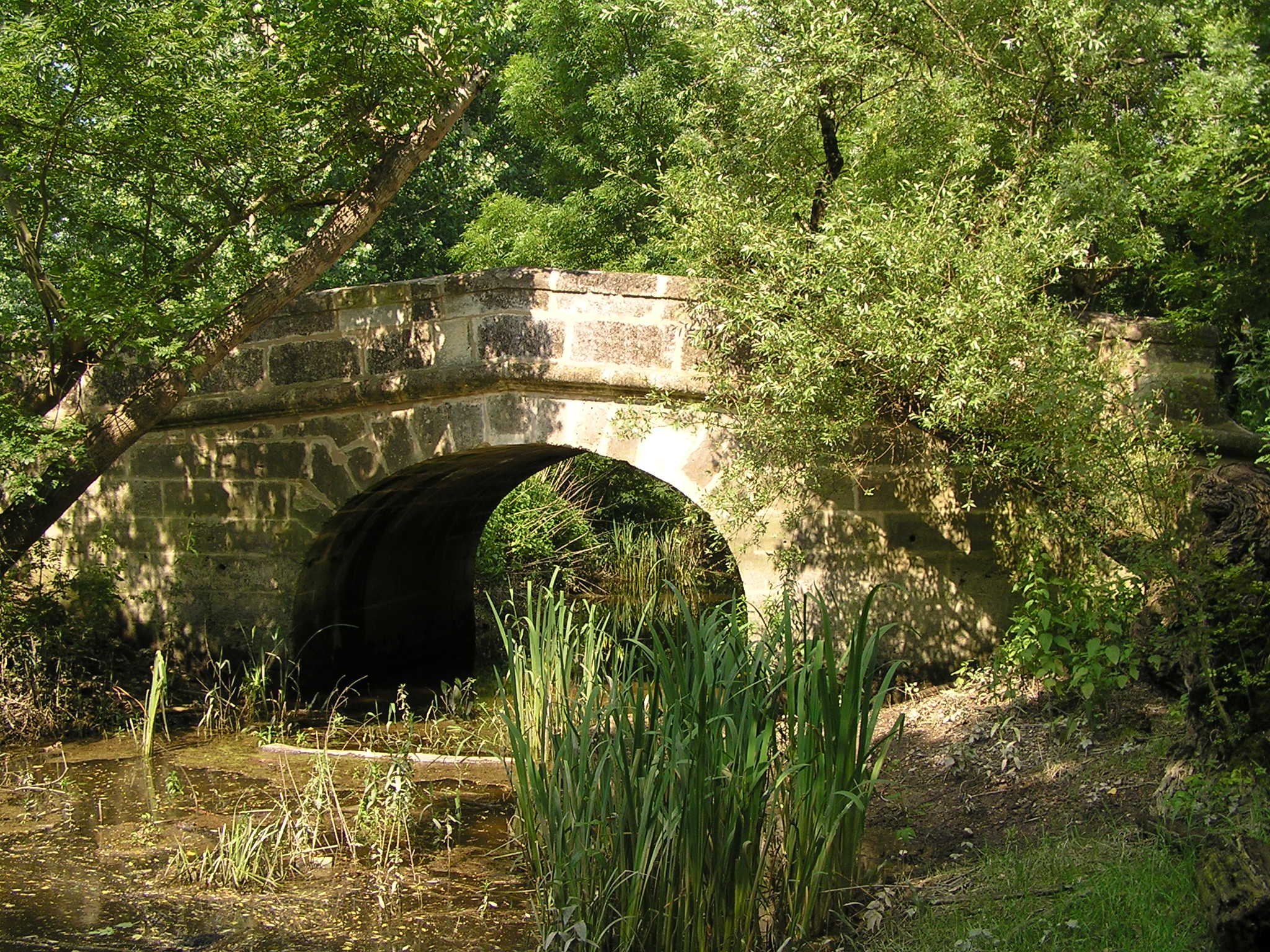
Petit pont sur le Charenton.
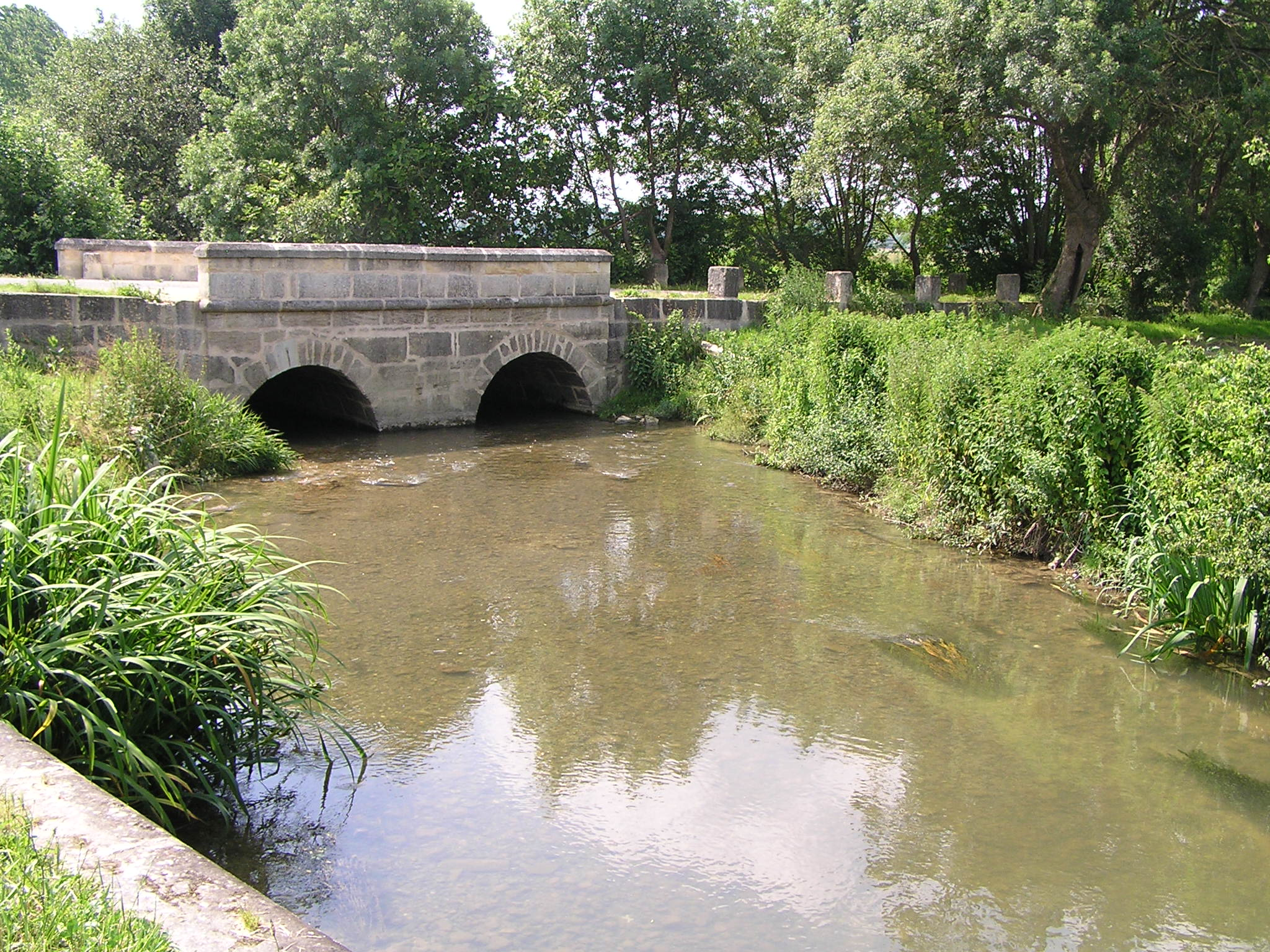
Autre petit pont au pied du château.
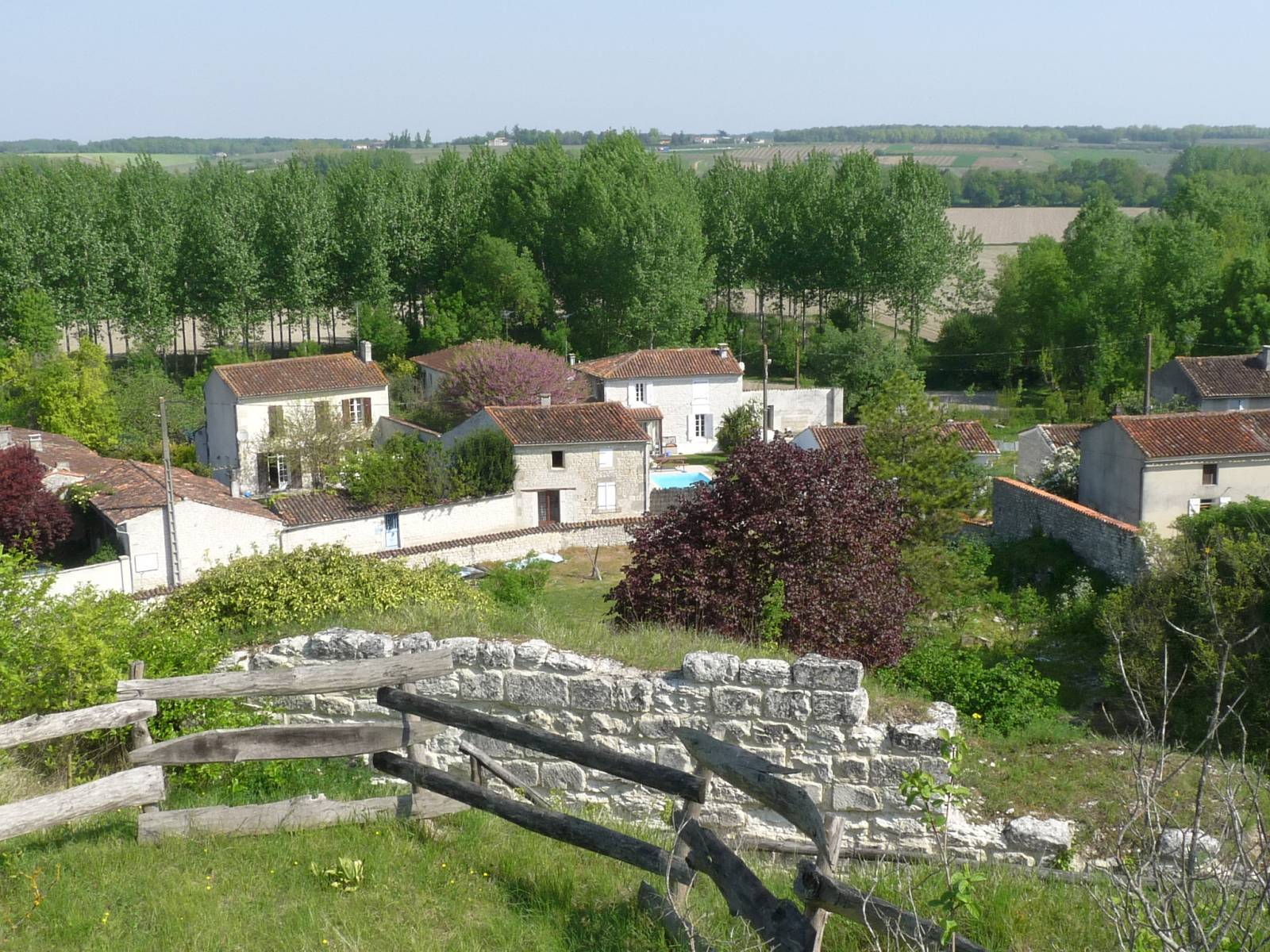
La vue depuis le château.

### Patrimoine environnemental
Le Charenton et la Charente avec leurs chemins sur berge (les anciens chemins de halage) forment un patrimoine remarquable. Dans cette zone humide et inondée régulièrement a été montrée la présence de la loutre et du vison d'Europe. Elle est dans la zone Natura 2000 de Charente aval.
Au niveau du seuil de Merpins, une passe à poisson est en construction (2009).
Sur l'île Marteau se trouve le forage qui alimente en eau potable Cognac et une grande partie des communes de la communauté d'agglomération du Grand Cognac.